# یلنا یووانووا
یلنا یووانووا (مقدونی: Јелена Јованова؛ زادهٔ ۲۱ اکتبر ۱۹۸۴) هنرپیشه اهل مقدونیه شمالی است.

## گزیده فیلمشناسی
از فیلم‌ها یا برنامه‌های تلویزیونی که وی در آن نقش داشته‌است می‌توان به در سرزمین خون و عسل (۲۰۱۱) اشاره کرد.